# David Storl
David Storl  (Rochlitz, 27 de julho de 1990) é um atleta alemão bicampeão mundial do arremesso de peso.
Campeão mundial júnior em 2008 em Bydgoszcz, na Polônia, ganhou a primeira medalha de ouro no Campeonato Mundial de Atletismo de 2011 em Daegu, Coreia do Sul. Em Londres 2012 ganhou a prata olímpica com uma marca de 21,86 m. Se tornou bicampeão mundial em Moscou 2013 com um arremesso de 21,73 m.
Storl também tem três medalhas de prata em Campeonatos Mundiais de Atletismo em Pista Coberta. Sua melhor marca pessoal é 22,20 m conseguida em Lausanne, Suíça, em 2015.